# Halasy Gyula
Halasy Gyula (Kisvárda, 1891. július 19. – Budapest, 1970. december 20.) olimpiai bajnok magyar sportlövő, edző, szakíró.

## Sportpályafutása
Halasy István és Szöllősy Irén fiaként született. Bécsben szerzett jogi doktorátust és kereskedelmi diplomát. Az első világháború alatt frontkatonaként szolgált, egy közelében felrobbant gránát hatására nyolc hónapra megnémult. Sportolóként – korabeli szokásoknak megfelelően – több sportágban is tevékenykedett (vívás, lovaglás, műkorcsolyázás).
Az 1920-as évek elején ismerkedett meg az agyaggalamb-lövészettel, a Magyar Galamblövő Egyesület versenyzője lett. Első nagy nemzetközi versenyén, az 1924-es párizsi olimpiai játékok agyaggalamb-lövész versenyén szétlövésben nyert aranyérmet a finn versenyző ellen, ezzel a nyári olimpiai játékok történetében ő nyerte a tizenkettedik magyar aranyérmet és az első magyar sportlövő olimpiai aranyérmet. Később Krúdy Gyula így jellemezte Halasyt: Ő a legnyugodtabb magyar ember. Ugyanezen az olimpián a csapattal a hatodik helyet szerezte meg.
Pályafutása során 1932-ben élőgalamb-lövészetben, 1936-ban pedig agyaggalamb-lövészetben nyert csapat világbajnokságot. Egyéniben ugyanezeken a világbajnokságokon második (agyaggalamb), ill. harmadik (élőgalamb) helyet szerzett. 1937-ben vb 4. volt. 1936-ban kétszeres Európa-bajnok volt (egyéni és csapat). 70 éves koráig versenyzett.

## Visszavonulása után
Aktív pályafutásának befejezése után csapatának edzőjeként tevékenykedett. A sportlövészet elméletével is tudományos alapossággal foglalkozott, számos szakcikke jelent meg a témakörben. Az 1950-es évektől haláláig a magyar sportlövő-válogatott szaktanácsadójaként tevékenykedett, majd a sporthivatal szakfelügyelője volt. Özvegyének halála után a családja a Magyar Olimpiai Bizottságnak adományozta az olimpiai aranyérmet és a hozzá tartozó diplomát.

## Díjai, elismerései
- Harmadik osztályú Vaskorona-rend a hadi díszítménnyel és a kardokkal
- Harmadik osztályú Katonai Érdemkereszt a hadi díszítménnyel és a kardokkal
- Katonai Érdemkereszt szalagján a kardokkal
- Ezüst Katonai Érdemérem
- Bronz Katonai Érdemérem
- Károly-csapatkereszt

## Emlékezete
- Halasy Gyula emlékverseny
- Halasy Gyula utca Kisvárdán